# Església parroquial

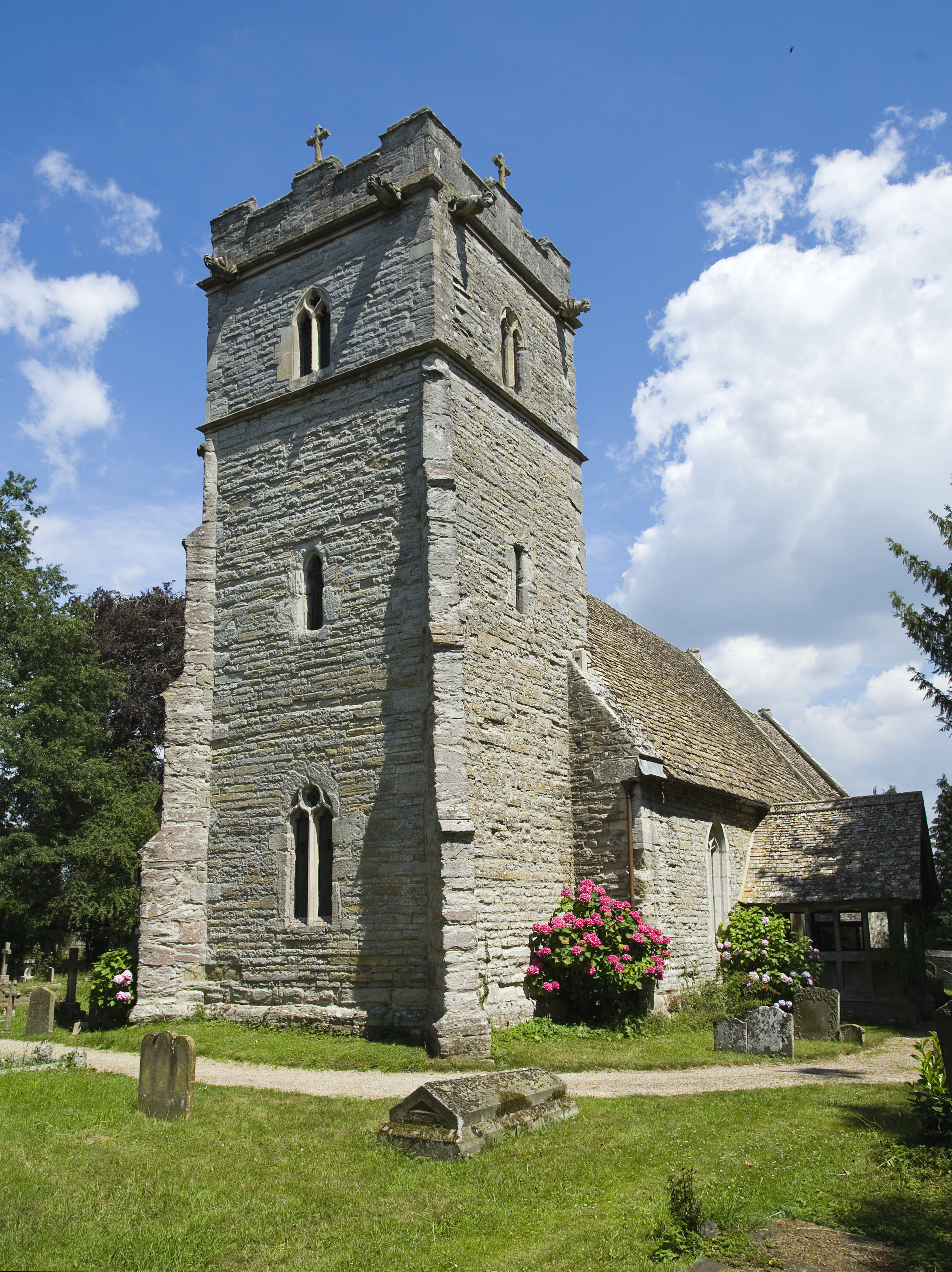
Església parroquial a Gloucestershire, Anglaterra

Una església parroquial, o simplement parròquia, és l'església que, en l'esfera cristiana, actua com a centre religiós d'una parròquia. Arreu del món, especialment a les zones rurals, l'església parroquial té un paper important en les activitats comunitàries, sovint permetent que les seves instal·lacions s'utilitzin per a esdeveniments comunitaris no religiosos. L'edifici de l'església reflecteix aquest estat, i hi ha una gran diversitat pel que fa a la grandària i l'estil de les esglésies parroquials. Molts pobles d'Europa tenen esglésies que es remunten a l'edat mitjana, però tots els períodes arquitectònics estan representats.

## Esglésies protestants

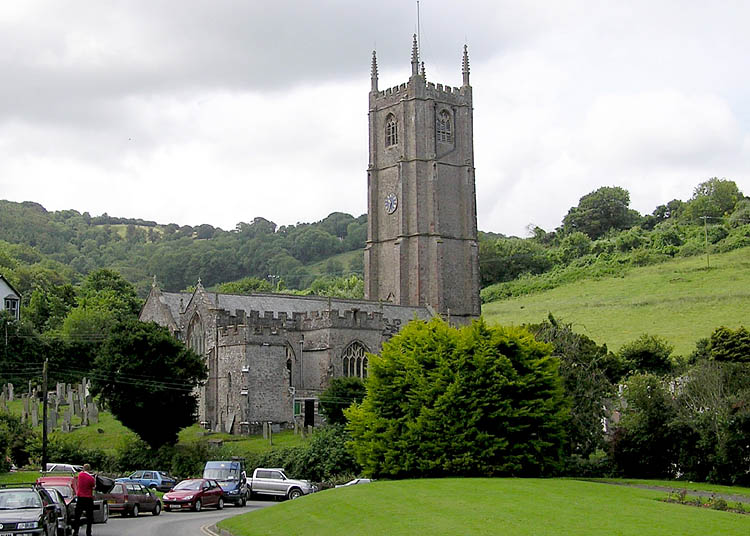
La parròquia de St Peter ad Vincula a Combe Martin (North Devon, Anglaterra)

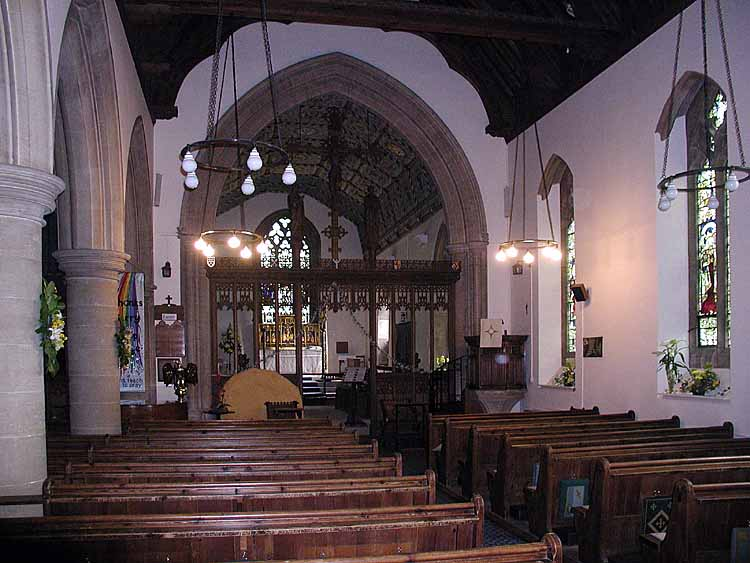
Interior de la parròquia de Saint Lawrence a Bourton-on-the-Water, Anglaterra

A Anglaterra l'església parroquial és la unitat administrativa bàsica de les esglésies episcopals. Gairebé totes les parts d'Anglaterra es designen com a parròquia, i la majoria de les parròquies tenen una església parroquial anglicana, que està consagrada. Si no hi ha església parroquial, el bisbe autoritza un altre edifici per al culte, i pot designar-lo com a centre de culte parroquial. Aquest edifici no està consagrat, però està dedicat, i per a la majoria de les finalitats legals es considera una església parroquial. Mentre els pobles i viles, més petits, poden tenir una única església parroquial, les ciutats més grans poden tenir una església parroquial i altres esglésies més petites a diversos districtes. Aquestes esglésies no tenen l'estatut jurídic o religiós de l'església parroquial i hom s'hi sol referir amb diversos mots, com ara capella, oratori o ermita. Sovint, l'església parroquial és l'única que té un ministre a temps complet, que també donarà servei a les esglésies més petites de la parròquia. A les ciutats sense catedral anglicana, l'església parroquial pot tenir funcions administratives similars a les d'una catedral. No obstant això, la diòcesi tindrà una catedral sensu stricto.
Cap a finals del segle xx, va sorgir un nou ressorgiment d'interès per les esglésies "parroquials" als Estats Units. Això ha donat lloc a esforços com el Slow Church Movement i The Parish Collective, que se centren fortament en la implicació localitzada a través del treball, la llar i la vida de l'església.

## Altres confessions cristianes
A l'església catòlica, com a seu de culte a la parròquia, aquesta església és on els membres de la parròquia han d'anar per a rebre el bateig i casament, llevat que el rector (equivalent al pastor dels EUA) li permeti celebrar aquests sagraments en un altre lloc. Un signe d'això és que l'església parroquial és l'única que té pica baptismal. L'església d'Escòcia, l'església presbiteriana, també utilitza un sistema d'esglésies parroquials que abasta tota Escòcia.
A Massachusetts les ciutats van triar esglésies parroquials amb finançament públic des de 1780 fins a 1834, sota l'empara de la Constitució de Massachusetts.